# جامعة ماونتن ستيت
جامعة ماونتن ستيت ( MSU ) كانت جامعة خاصة في بيكلي، فيرجينيا الغربية. تم~ إغلاقها عام 2013. كانت تسمّى سابقًا كلية بيكلي ثم كلية وست فرجينيا.
حرمها الجامعي في بيكلي يشغله الآن معهد جامعة وست فرجينيا للتّكنولوجيا. تمّ بيع الحرم الجامعي الآخر في مرتينسبورغ، ويست فيرجينيا إلى مطوّر خاص.

## تاريخ

### التاريخ المبكر
تأسّست الجامعة في عام 1933 تحت اسم كليّة بيكلي، وهي كلية صغيرة، واستّمرت على هذا النّحو حتى عام 1991، عندما حقّقت أربع سنوات وأعيدت تسميتها إلى كليّة وست فرجينيا. وفي عام 2001، تمّ تغيّير اسم المدرسة إلى جامعة ولاية ماونتن.

### التاريخ اللاحق
الرّئيس السّابق لجامعة ماونتن ستيت منذ عام 1990، الدّكتور تشارلز إتش بولك، كان له الفضل على نطاق واسع في الكثير من النّجاح السّابق للمدرسة. ومع ذلك، ألقى الكثيرون الّلوم على بولك وإدارته العليا ومجلس أمناء جامعة ولاية ميشيغان عندما بدأت الجامعة في مواجهة مشكلات بشأن استمرار اعتمادها. تمّ تسمية بولك ومجلس أمناء جامعة ولاية ميشيغان كمدّعى عليهم في أكثر من 300 دعوى قضائية ناشئة عن فقدان اعتماد الجامعة. تمّ التوّصل إلى تسوية لم تعترف بموجبها جامعة ولاية ميشيغان بارتكاب أيّ مخالفات.
عام 2009، تلقّى بولك أكثر من 1.8 مليون دولار كتعويض. بالنّسبة إلى تاريخ التّعليم العالي، كان بولك سادس أعلى أجر كرئيس للكليّة الخاصّة في البلاد في ذلك العام. ومع ذلك، وفقًا للدّكتور جيري آيس، رئيس مجلس أمناء جامعة ماونتن ستيت آنذاك، كان راتب بولك الفعلي لعام 2009 هو 450 ألف دولار، ويتضمّن حزمة تقاعد مؤجّلة لمرة واحدة أنشأها مجلس الإدارة في عام 2004 وكان مطلوبًا منه دفعها في عام 2009. وكوسيلة لاسترداد أموال جامعة ولاية ميشيغان، قام مجلس الإدارة أيضًا بشراء بوليصة تأمين بقيمة 2 مليون دولار على بولك والّتي سيتم إرجاعها إلى المؤسّسة عند وفاته.
19 من شهر يناير عام 2012، أعلن الدكتور جيري آيس، الرّئيس السّابق لمجلس أمناء جامعة ماونتن ستيت، عن إنهاء عمل بولك كرئيس لجامعة ماونتن ستيت. تمّ اختيار الدّكتور ريتشارد إي سورس ليحل محل بولك كرئيس مؤقّت حتّى إغلاق الجامعة.

### فقدان الاعتماد
28 من شهر يونيو 2012، سحبت لجنة التّعليم العالي، وهي هيئة الاعتماد الإقليمية لرابطة الشّمال المركزية للكليّات والمدارس، اعتماد جامعة ماونتن ستيت، اعتبارًا من 27 من شهر أغسطس 2012. تمّ تمديد الموعد لاحقًا حتى 31 من شهر ديسمبر 2012 للسّماح للجامعة "بتعليم" هؤلاء الطّلاب القريبين من التخرج.
في 6 أغسطس 2012، استأنف مجلس أمناء جامعة ولاية ميشيغان رسميًّا سحب اعتماد جامعة ولاية ميشيغان لدى لجنة التّعليم العالي. وفي 18 من شهر ديسمبر/كانون الأوّل 2012، صوتت لجنة الاستئناف لصالح تأييد إجراء الّلجنة. تمّ إنهاء الاعتماد الإقليمي لجامعة ولاية ميشيغان في 31 من شهر ديسمبر 2012. جميع الدّرجات العلمية الّتي تمنحها جامعة ولاية ميشيغان في هذا التّاريخ أو قبله صالحة ومعتمدة بالكامل من قبل لجنة التّعليم العالي. تمّ إغلاق جامعة ولاية ميشيغان اعتبارًا من 1 يناير 2013. تعرّضت لجنة التّعليم العالي لانتقادات شديدة بسبب سياسات صنع القرار المغلقة وعدم توفّر محاضر رسميّة توضح تفاصيل مناقشاتها وإجراءاتها خلال هذا الوقت.
في شهر مايو عام 2014، رفع مجلس أمناء جامعة ماونتن ستيت دعوى قضائيّة ضدّ لجنة التّعليم العالي سعيًا لاستعادة اعتماد الجامعة. في عام 2017، وافقت المحكمة الجزئية الأمريكيّة للمنطقة الجنوبية من ولاية فرجينيا الغربيّة على طلب لجنة التّعليم العالي لإصدار حكم مستعجل، ممّا أنهى فعليًا دعوى جامعة ولاية ميشيغان لصالح لجنة التّعليم العالي.
في 13 منش هر أغسطس عام 2014، أعلنت جامعة كاليفورنيا أنّه تمّ التّوصل إلى تسوية بينها وبين جامعة ولاية ميشيغان والمدّعين في العديد من الدّعاوى القضائية النّاشئة عن فقدان اعتماد جامعة ولاية ميشيغان. أنشأت شركة التّأمين بجامعة ولاية ميشيغان صندوقًا بقيمة 8.5 مليون دولار لتعويض الطلّاب المتضرّرين وقامت جامعة ولاية ميشيغان بتصفية أصولها المتبقّية. حصلت التّسوية على موافقة المحكمة المبدئية في 6 أكتوبر 2014. تم الحصول على موافقة المحكمة النّهائية في 9 مارس 2015. تمّ بيع حرم بيكلي السّابق بجامعة MSU إلى جامعة وست فرجينيا. توقّفت جامعة ولاية ميشيغان عن الوجود ككيان قانوني في 17 مايو 2018.
جامعة كاليفورنيا هي الوصيّ الدّائم على سجّلات طلّاب جامعة ولاية ميشيغان. يمكن شراء النّصوص من كليّة بيكلي وكليّة وست فرجينيا وجامعة ماونتن ستيت من خلال غرفة تبادل المعلومات الوطنية للطّلاب.

### إعادة استخدام الحرم الجامعي
في 1 أغسطس 2012، أعلنت جامعة تشارلستون (UC) أنّها ستساعد جامعة ولاية ميشيغان في عمليّة "التّدريس"، وستقبل أيّ طالب في جامعة تشارلستون يتمتّع بوضع جيد ويختار الالتحاق بجامعة كاليفورنيا. أعلنت جامعة كاليفورنيا أيضًا أنّها ستنشئ حرمًا جامعيًّا جديدًا لمدّة أربع سنوات في موقعي بيكلي ومارتينزبرج، لتعرف باسم جامعة تشارلستون بيكلي وجامعة تشارلستون مارتنسبرج، على التّوالي.
أنشأت جامعة تشارلستون حرمًا جامعيًّا في مواقع بيكلي ومارتينسبورج السّابقة بجامعة ولاية ميشيغان في 1 من شهر يناير عام 2013. قامت جامعة كاليفورنيا في وقت لاحق بإخلاء حرم مارتينسبرج السّابق (تمّ بيع العقار إلى مشتري خارجي)، وأنشأت موقعًا جديدًا في مارتينسبرج.
أخلت جامعة كاليفورنيا حرم بيكلي السّابق بعد العام الدّراسي 2014-2015 وأنشأت حرمًا جامعيًّا جديدًا في بيكلي. في 31 ديسمبر عام 2014، أعلنت جامعة وست فرجينيا أنّها ستشتري حرم جامعة ولاية ميشيغان السّابق في بيكلي مقابل 8 ملايين دولار. في 1 سبتمبر عام 2015، وافق مجلس محافظي جامعة فرجينيا الغربيّة على خطّة لنقل معهد جامعة وست فرجينيا للتّكنولوجيا من حرمها الجامعي الحالي في مونتغمري إلى حرم جامعة ولاية فرجينيا السّابق في بيكلي.

## الأكاديميين
تقدّم الجامعة أكثر من 60 برنامجًا لدرجة البكالوريوس والماجستير والشّهادات، بالإضافة لبرنامج درجة الدّكتوراه. ركّزت معظم برامج الجامعة على مهن الأعمال والتّكنولوجيا والخدمات الصحية والإنسانية. كانت العديد من برامج شهادات جامعة ولاية ميشيغان متاحة عبر الإنترنت.

### مدرسة الكلية الاعدادية
من عام 2002 إلى عام 2010، قامت جامعة ماونتن ستيت بإدارة مدرسة إعداديّة جامعيّة خاصّة غير طائفية من الصّفوف من الرّوضة إلى الصّف الثّاني عشر تُعرف باسم الأكاديميّة في جامعة ماونتن ستيت، أو أكاديمية ماونتن ستيت (MSA)، في بيكلي، فيرجينيا الغربيّة. تمّت الإشارة إلى المدرسة أيضًا أحيانًا باسم أكاديميّة جامعة ولاية ميشيغان.
على الرّغم من تأسيسها عام 2002، بدأت فصول MSA لأوّل مرّة خلال العام الدّراسي 2003-2004 مع الصّفوف 8-10. خلال العام الدّراسي 2004-2005، ألغت الأكاديميّة فصل الصّف الثّامن، لكنها أضافت فصل الصّف الحادي عشر لاستيعاب طلاب السّنة الثّانية المتقدمين. خلال العام الدّراسي 2005-2006، أصبحت الأكاديمية مدرسة ثانوية كاملة، مضيفة الصّف الثّاني عشر لاستيعاب المبتدئين المتقدّمين. أصبح دفعة عام 2006 أول دفعة تخرّج في الأكاديمية. كان أعضاء دفعة 2007 هم أول الطّلاب الذين التحقوا بالأكاديمية طوال سنوات دراستهم الثّانوية الأربع. أضافت المدرسة لاحقًا الصّفوف من 6 إلى 8 وفي النّهاية الصّفوف من الرّوضة إلى السّادس. كان دفعة عام 2010 هو آخر دفعة تخرجت في الأكاديمية.
سُمح لطلاب MSA بأخذ دروس في جامعة MSU لكل من الأكاديمية الموزونة وائتمان الكليّة مجانًا (أقل من تكلفة الكتب المدرسية بجامعة MSU). كان القبول في الأكاديميّة يعتمد على الجدارة الدّراسية للطّالب. كانت تكلفة الالتحاق بالأكاديميّة في الأصل حوالي 8000.00 دولار أمريكي لكل عام دراسي، بالإضافة إلى تكلفة الكتب المدرسيّة والوجبات في جامعة ولاية ميشيغان. ومع ذلك، اعتمدت الأكاديميّة لاحقًا مقياسًا متدرّجًا للرّسوم الدّراسية بناءً على دخل أسرة الطّالب. تمّ تعيين جميع الطّلاب الحاصلين على معدّل تراكمي 3.5 أو أعلى كخريجين شرف. استضافت الأكاديمية أيضًا فرعًا من جمعية الشّرف الوطنية. كان مطلوبًا من طلاب MSA الحضور إلى الأكاديمية لمدّة ثلاث سنوات على الأقل حتى يتّم أخذهم في الاعتبار للحصول على ألقاب الطّالب المتفوّق أو التّحية.
تمّ إغلاق الأكاديميّة نهائيًّا في شهر أغسطس عام 2010. بلغ عدد الطّلاب المسجّلين حوالي 100 طالب عند إغلاق المدرسة. هزم فريق كرة السّلة التّابع للأكاديمية، والّذي أطلق عليه اسم الصّقور، أكاديميّة أوك هيل المصنفة على المستوى الوطني في 2010.

## ألعاب القوى
كانت الفرق الرّياضية فيماونتين ستيت تسمّى الكوجر. كانت الجامعة عضوًا في الرّابطة الوطنية لألعاب القوى بين الكليات (NAIA)، وتتنافس بشكل أساسيّ في مؤتمر كنتاكي الرّياضي بين الكليّات (KIAC؛ المعروف الآن باسم مؤتمر ولايات النّهر (RSC) منذ العام الدّراسي 2016-2017) من 2007 إلى 2008. حتّى 2011–12 (جميع الألعاب الرّياضية باستثناء كرة السّلة للرّجال، والتي تنافست فقط بصفتها NAIA مدارس مستقلة خلال تلك الفترة حتى مواسم قليلة بعد [2009–10]). تنافس الكوجر سابقًا في البائد مؤتمر وست فرجينيا الرّياضي بين الكليّات (WVIAC) (ثم انضم إلى NAIA، ثمّ انضمّ لاحقًا إلى صفوف القسم الثّاني من الرّابطة الوطنية لألعاب القوى الجماعيّة (NCAA)) من 1946–47 إلى 1976–77.
تنافست ماونتن ستيت في تسع رياضات جامعيّة بين الكليّات: وشملت الرّياضات الرّجالية كرة السّلة واختراق الضّاحية وكرة القدم وألعاب المضمار والميدان. بينما تضمّنت الرّياضات النّسائية التّشجيع واختراق الضّاحية وكرة القدم وألعاب المضمار والميدان والكرة الطّائرة.

### كرة السلة للرجال
فازت ماونتين ستيت ببطولة كرة السّلة للرّجال لعام 2004 في بطولة ديفيشن NAIA. كانت ماونتن ستيت هي الوصيفة الوطنية في بطولة كرة السلة للرجال في NAIA ديفيشنI لعام 2003 . بالإضافة إلى ذلك، كان الكوجر هو الوصيف الوطني في بطولة كرة السلة للرجال في NAIA ديفيشنI لعام 2008 وفي بطولة كرة السّلة للرّجال في NAIA ديفيشنI لعام 2011. تقدّمت جامعة ولاية ميشيغان إلى الدّور الرّابع في عام 2012.

## خريج متميز
- تشارلز شيدي - عضو مجلس مندوبي ولاية فرجينيا الغربية

## روابط خارجية
- الموقع الرسمي نسخة محفوظة September 05, 2015, على موقع واي باك مشين.
- الموقع الرسمي لألعاب القوى